# Rickard Wallin
Rickard Wallin (* 9. April 1980 in Stockholm) ist ein ehemaliger schwedischer Eishockeyspieler. Er gewann im Laufe seiner Karriere viermal die schwedische Meisterschaft, absolvierte für Minnesota Wild und die Toronto Maple Leafs 79 Partien in der NHL und trug in 109 Länderspielen das Trikot der schwedischen Nationalmannschaft.

## Karriere
Rickard Wallin begann seine Karriere als Eishockeyspieler in der Jugend von Färjestad BK, für dessen Profimannschaft er in der Saison 1998/99 sein Debüt in der Elitserien gab. Zuvor wurde er bereits im NHL Entry Draft 1998 in der sechsten Runde als insgesamt 160. Spieler von den Phoenix Coyotes ausgewählt, für die er allerdings nie spielte. Stattdessen lief der Angreifer in der Saison 1999/00 für IF Troja-Ljungby in der HockeyAllsvenskan, der zweiten schwedischen Spielklasse, auf, ehe er von 2000 bis 2002 wieder für Färjestad in der Elitserien spielte. Mit Färjestad wurde er in der Saison 2001/02 erstmals Schwedischer Meister.
Im Sommer 2002 wurde Wallin von den Minnesota Wild unter Vertrag genommen, für die er in den folgenden beiden Spielzeiten in 19 Spielen zehn Scorerpunkte erzielte. Den Großteil seiner Zeit in Minnesota verbrachte er allerdings bei deren Farmteam aus der American Hockey League, den Houston Aeros, mit denen er in der Saison 2002/03 den Calder Cup gewann. Während des Lockouts der NHL-Spielzeit 2004/05 blieb Wallin in Houston, kehrte jedoch anschließend nach Schweden zu seinem Ex-Klub aus Färjestads zurück, mit dem er 2006 zum zweiten Mal Meister wurde. Für die Saison 2006/07 wurde er vom amtierenden Schweizer Meister HC Lugano verpflichtet. Dort verlängerte er nach einem Jahr seinen Vertrag nicht, so dass er im Sommer 2007 ein weiteres Mal zu Färjestad zurückkehrte, die er in der Saison 2008/09 als Kapitän zum dritten Meistertitel seiner Laufbahn führte.
Im Sommer 2009 erhielt der Schwede einen Vertrag bei den Toronto Maple Leafs aus der NHL. Er absolvierte 60 Partien für die Maple Leafs. Nach Ablauf der Saison wurde dieser nicht verlängert, sodass Wallin nach Schweden zurückkehrte und erneut einen Kontrakt bei Färjestad BK unterzeichnete. In der Saison 2010/11 wurde er mit Färjestad ein viertes Mal schwedischer Meister. Bei dem Verein spielte er bis zum Ende seiner Karriere, das er Ende April 2016 bekannt gab.

### International
Für Schweden nahm Wallin an der U18-Junioren-Europameisterschaft 1998, der U20-Junioren-Weltmeisterschaft 2000, sowie den Weltmeisterschaften 2007, 2008, 2009, 2010 und 2011 teil. 2009 und 2010 gewann er WM-Bronze, 2011 die Silbermedaille.

## Erfolge und Auszeichnungen
- 2002 Schwedischer Meister mit Färjestad BK
- 2003 Calder-Cup-Gewinn mit den Houston Aeros
- 2006 Schwedischer Meister mit Färjestad BK
- 2009 Schwedischer Meister mit Färjestad BK
- 2011 Schwedischer Meister mit Färjestad BK

### International
- 1998 Goldmedaille bei der U18-Junioren-Europameisterschaft
- 2009 Bronzemedaille bei der Weltmeisterschaft
- 2010 Bronzemedaille bei der Weltmeisterschaft
- 2011 Silbermedaille bei der Weltmeisterschaft

## NHL-Statistik
(Stand: Ende der Saison 2010/11)